# Эриксен, Беате
Беате Мария Эриксен (норв. Beate Marie Eriksen, род. 19 октября 1960, Осло, Норвегия) — норвежская актриса и телережиссёр.

## Биография
Отец Беате — военный лётчик Мариус Эриксен, дед — гимнаст, бронзовый призёр Олимпийских игр 1912 года Эмиль Мариус Эриксен, дядя — горнолыжник Стейн Эриксен. Она является женой актёра Торальва Мёушта. Эриксен окончила Норвежскую национальную театральную академию в 1985 году и с тех пор работала в Новом театре Осло и театре Riksteatret, а также иногда принимала участие в постановках Национального театра и других театров.
Эриксен также исполняла роли в телесериалах, наиболее известна её роль в телесериале «Отель „Цезарь“».

## Избранная фильмография

### Роли в кино и телесериалах
| Год       |   | Русское название        | Оригинальное название       | Роль           |
| --------- | - | ----------------------- | --------------------------- | -------------- |
| 1986      | ф | —                       | Plastposen                  | медсестра      |
| 1994      | ф | Через пень-колоду       | Over stork og stein         |                |
| 1996      | с | —                       | Familiesagaen de syv søstre | Вальборг Лёкен |
| 1998—2000 | с | Отель «Цезарь»          | Hotel Cæsar                 | Ингрид Иверсен |
| 2013      | ф | Виктория: История любви | Victoria                    | мать Камиллы   |

### Режиссура
| Год       | Русское название                           | Оригинальное название         | Комментарий              |
| --------- | ------------------------------------------ | ----------------------------- | ------------------------ |
| 2000—2012 | Отель «Цезарь»                             | Hotel Cæsar                   | телесериал (69 эпизодов) |
| 2001      | Банда Ольсена в детстве: Первое ограбление | Olsenbanden jr. — Første kupp | телесериал (24 эпизода)  |